# Türkiye Kupası 2012-2013
La Coppa di Turchia 2012-2013 è la 51ª edizione del trofeo. Il torneo è iniziato il 19 settembre 2012 ed è terminato il 22 maggio 2013. Il Fenerbahçe, detentore del trofeo, si è riconfermato vincendo la coppa per la sesta volta.

## Primo turno
| Squadra 1              | Risultato         | Squadra 2             |
| ---------------------- | ----------------- | --------------------- |
| 19 settembre 2012      |                   |                       |
| Niğde                  | 1 – 0             | Aksarayspor           |
| Erzincanspor           | 0 – 0 (3 – 4 dtr) | Dersim Spor           |
| Erzurumspor FK         | 3 – 1             | Beşikdüzü Spor        |
| Arsinspor              | 2 – 1             | Pazarspor             |
| Aydınspor              | 2 – 0             | Bergama Belediyespor  |
| Hacettepe              | 1 – 2 (dts)       | Keçiörengücü          |
| Diyarbakır BB          | 4 – 0             | Elazığ Belediyespor   |
| Kahramanmaraş          | 1 – 2             | Kırıkhanspor          |
| Ardahan Spor           | 1 – 4             | Patnos                |
| Kadirlispor            | 6 – 1             | Kilis Belediyespor    |
| İstanbulspor           | 1 – 0             | Fatih Karagümrük      |
| Gebzespor              | 2 – 3             | Gölcükspor            |
| İskenderunspor 1967    | 4 – 0             | Adıyamanspor          |
| Kocaelispor            | 1 – 0             | Beyköy Belediyespor   |
| Altınordu              | 0 – 1             | Menemen               |
| Bucak Oğuzhanspor      | 1 – 2             | Tekirova Belediyespor |
| OYAK-Renaultspor       | 0 – 1             | Orhangazispor         |
| Manavgat Evrensekispor | 0 – 1             | Muğlaspor             |
| Uşak Belediyespor      | 8 – 0             | Afyonkarahisarspor    |
| Kırşehirspor           | 0 – 3             | Yimpaş Yozgatspor     |
| Kilimli Belediyespor   | 3 – 0             | Bartınspor            |
| Beylerbeyi             | 4 – 2 (dts)       | Edirnespor Gençlik    |
| Kütahyaspor            | 1 – 0             | Bursa Nilüferspor     |
| Altınova Belediyespor  | 0 – 2             | Dardanel              |
| Darıca Gençlerbirliği  | 3 – 0             | Derince Belediyespor  |
| Bingölspor             | 3 – 1             | Diyarbakırspor        |
| Anadolu Üsküdar        | 0 – 2             | Ümraniyespor          |
| Kastamonuspor          | 4 – 1             | Ayancıkspor           |
| Çorum Belediyespor     | 4 – 1             | Yeni Amasyaspor       |
| 20 settembre 2012      |                   |                       |
| Maltepespor            | 1 – 2             | Silivrispor           |
| Erzincan Refahiyespor  | 0 – 1             | Sivas Dört Eylül      |
| Çorumspor              | 2 – 4             | Ankara Demirspor      |

## Secondo turno
| Squadra 1             | Risultato   | Squadra 2            |
| --------------------- | ----------- | -------------------- |
| 25 settembre 2012     |             |                      |
| Niğde                 | 1 – 2       | Beşiktaş             |
| Dersim Spor           | 0 – 7       | Gençlerbirliği       |
| 26 settembre 2012     |             |                      |
| Orhangazispor         | 2 – 1 (dts) | İstanbul Başakşehir  |
| İstanbulspor          | 1 – 3       | Kasımpaşa            |
| Ankaragücü            | 5 – 1       | Iğdır Üniversitesi   |
| Ümraniyespor          | 1 – 2       | K. Erciyesspor       |
| Çorum Belediyespor    | 2 – 1 (dts) | Adana Demirspor      |
| Samsunspor            | 0 – 2       | Sivas Dört Eylül     |
| Patnos                | 1 – 2       | Kartalspor           |
| Konyaspor             | 2 – 0       | Kırıkhanspor         |
| Akhisar Belediyespor  | 5 – 2       | Aydınspor            |
| Karabükspor           | 3 – 2       | Gümüşhanespor        |
| Antalyaspor           | 5 – 2       | Menemen              |
| Gaziantepspor         | 1 – 0       | Emrespor             |
| 27 settembre 2012     |             |                      |
| Ankara Demirspor      | 0 – 1       | Elazığspor           |
| Denizlispor           | 1 – 2       | Dardanel             |
| Bandırmaspor          | 1 – 0       | Kilimli Belediyespor |
| Balıkesirspor         | 4 – 0       | İskenderunspor 1967  |
| Muğlaspor             | 2 – 3       | Tavşanlı Linyitspor  |
| Fethiyespor           | 5 – 0       | Cizre Basraspor      |
| Turgutluspor          | 1 – 0       | Bingölspor           |
| Arsinspor             | 4 – 2       | Bucaspor             |
| Boluspor              | 1 – 2       | Yimpaş Yozgatspor    |
| Manisaspor            | 3 – 1 (dts) | Kayseri Şekerespor   |
| Karaman               | 1 – 2       | Bozüyükspor          |
| Gaziantep             | 2 – 0       | Keçiörengücü         |
| Darıca Gençlerbirliği | 2 – 1       | Kırklarelispor       |
| Batman Petrolspor     | 2 – 1       | Körfez               |
| Kızılcahamamspor      | 1 – 0       | Kütahyaspor          |
| Tepecik Belediyespor  | 3 – 0       | Beylerbeyi           |
| Bugsaşspor            | 2 – 1       | Silivrispor          |
| Uşak Belediyespor     | 1 – 10      | Denizli Belediyespor |
| Kahramanmaraş         | 1 – 2       | Sakaryaspor          |
| Alanyaspor            | 0 – 3       | Yeni Malatyaspor     |
| Tokatspor             | 3 – 2       | Hatayspor            |
| Anadolu Selçukluspor  | 1 – 2       | Pendikspor           |
| İskenderun D. Ç.      | 2 – 3       | Ofspor               |
| Eyüpspor              | 3 – 2 (dts) | Ünyespor             |
| İnegölspor            | 0 – 2       | Giresunspor          |
| Tarsus İdman Yurdu    | 0 – 2       | Sarıyer              |
| Çamlıdere Şekerspor   | 1 – 2       | İ. Güngörenspor      |
| Gaziosmanpaşaspor     | 0 – 1 (dts) | Bayrampaşaspor       |
| Çankırıspor           | 1 – 2       | Nazilli Belediyespor |
| Trabzon Kanuni        | 0 – 3       | Sivasspor            |
| Göztepe               | 3 – 0       | Gölcükspor           |
| Adanaspor             | 2 – 1       | Erzurumspor FK       |
| Mersin İ. Yurdu       | 3 – 0       | Siirtspor            |
| 2 ottobre 2012        |             |                      |
| Kastamonuspor         | 2 – 3       | Orduspor             |
| Diyarbakır BB         | 1 – 0       | Çaykur Rizespor      |
| 3 ottobre 2012        |             |                      |
| Kocaelispor           | 1 – 0       | Karşıyaka            |
| Sancaktepe            | 3 – 1       | Kayserispor          |
| 4 ottobre 2012        |             |                      |
| Tekirova Belediyespor | 2 – 4       | Altay                |
| 1461 Trabzon          | 4 – 1       | Vanspor              |
| 11 ottobre 2012       |             |                      |
| Kadirlispor           | 0 – 4       | Şanlıurfaspor        |

## Terzo turno
| Squadra 1            | Risultato         | Squadra 2             |
| -------------------- | ----------------- | --------------------- |
| 30 ottobre 2012      |                   |                       |
| Tepecik Belediyespor | 1 – 3             | Gençlerbirliği        |
| Konyaspor            | 0 – 3             | Nazilli Belediyespor  |
| 31 ottobre 2012      |                   |                       |
| İ. Güngörenspor      | 0 – 2             | Sivasspor             |
| Şanlıurfaspor        | 1 – 1 (3 – 1 dtr) | Orhangazispor         |
| Tokatspor            | 1 – 0             | Akhisar Belediyespor  |
| Diyarbakır BB        | 0 – 1             | Bugsaşspor            |
| Kızılcahamamspor     | 2 – 3 (dts)       | 1461 Trabzon          |
| Ankaragücü           | 2 – 0 (dts)       | Çorum Belediyespor    |
| Dardanel             | 1 – 1 (5 – 6 dtr) | Manisaspor            |
| Bandırmaspor         | 4 – 1             | Yimpaş Yozgatspor     |
| Batman Petrolspor    | 1 – 2             | Adanaspor             |
| Giresunspor          | 0 – 3             | Mersin İ. Yurdu       |
| Karabükspor          | 1 – 0             | Yeni Malatyaspor      |
| Beşiktaş             | 2 – 1             | Ofspor                |
| Göztepe              | 2 – 1             | Sakaryaspor           |
| 1º novembre 2012     |                   |                       |
| Tavşanlı Linyitspor  | 1 – 0             | Sivas Dört Eylül      |
| Gaziantep            | 3 – 3 (5 – 4 dtr) | Darıca Gençlerbirliği |
| Balıkesirspor        | 2 – 1             | Turgutluspor          |
| Denizli Belediyespor | 0 – 3             | Bozüyükspor           |
| Altay                | 1 – 0             | Fethiyespor           |
| Kasımpaşa            | 5 – 0             | Kocaelispor           |
| Orduspor             | 3 – 0             | Sancaktepe            |
| Antalyaspor          | 7 – 0             | Eyüpspor              |
| 7 novembre 2012      |                   |                       |
| Arsinspor            | 0 – 1             | Gaziantepspor         |
| K. Erciyesspor       | 4 – 1             | Sarıyer               |
| 8 novembre 2012      |                   |                       |
| Bayrampaşaspor       | 1 – 0             | Kartalspor            |
| Pendikspor           | 3 – 2             | Elazığspor            |

## Quarto turno
| Squadra 1            | Risultato         | Squadra 2       |
| -------------------- | ----------------- | --------------- |
| 27 novembre 2012     |                   |                 |
| Tokatspor            | 0 – 1             | Mersin İ. Yurdu |
| Altay                | 1 – 0 (dts)       | K. Erciyesspor  |
| Galatasaray          | 4 – 1             | Balıkesirspor   |
| 28 novembre 2012     |                   |                 |
| Tavşanlı Linyitspor  | 0 – 5             | Antalyaspor     |
| Göztepe              | 1 – 0             | Orduspor        |
| Adanaspor            | 1 – 1 (2 – 4 dtr) | 1461 Trabzon    |
| Beşiktaş             | 3 – 2             | Ankaragücü      |
| Fenerbahçe           | 1 – 0             | Pendikspor      |
| 29 novembre 2012     |                   |                 |
| Bugsaşspor           | 0 – 4             | Eskişehirspor   |
| Gençlerbirliği       | 5 – 1             | Bandırmaspor    |
| Sivasspor            | 3 – 0             | Manisaspor      |
| Trabzonspor          | 4 – 0             | Şanlıurfaspor   |
| 4 dicembre 2012      |                   |                 |
| Bozüyükspor          | 1 – 2             | Gaziantepspor   |
| Nazilli Belediyespor | 0 – 3             | Bursaspor       |
| 5 dicembre 2012      |                   |                 |
| Kasımpaşa            | 3 – 1             | Bayrampaşaspor  |
| Gaziantep            | 1 – 2 (dts)       | Karabükspor     |

## Quinto turno
| Squadra 1        | Risultato         | Squadra 2       |
| ---------------- | ----------------- | --------------- |
| 11 dicembre 2012 |                   |                 |
| Altay            | 0 – 2             | Bursaspor       |
| Gaziantepspor    | 0 – 1 (dts)       | Sivasspor       |
| Eskişehirspor    | 5 – 1             | Karabükspor     |
| Galatasaray      | 1 – 2             | 1461 Trabzon    |
| 12 dicembre 2012 |                   |                 |
| Gençlerbirliği   | 2 – 3             | Mersin İ. Yurdu |
| Antalyaspor      | 2 – 1             | Beşiktaş        |
| Fenerbahçe       | 4 – 0             | Göztepe         |
| 13 dicembre 2012 |                   |                 |
| Kasımpaşa        | 1 – 1 (2 – 4 dtr) | Trabzonspor     |

## Fase a gruppi
Si sono qualificate per le semifinali le prime due classificate.

### Gruppo A
| Pos. | Squadra      | Pt | G | V | N | P | GF | GS | DR |
| ---- | ------------ | -- | - | - | - | - | -- | -- | -- |
| 1.   | Fenerbahçe   | 13 | 6 | 4 | 1 | 1 | 12 | 5  | +7 |
| 2.   | Sivasspor    | 11 | 6 | 3 | 2 | 1 | 6  | 5  | +1 |
| 3.   | 1461 Trabzon | 5  | 6 | 1 | 2 | 3 | 5  | 9  | -4 |
| 4.   | Bursaspor    | 4  | 6 | 1 | 1 | 4 | 5  | 9  | -4 |

|              | FEN   | BUR   | 1461  | SIV   |
| ------------ | ----- | ----- | ----- | ----- |
| Fenerbahçe   |       | 3 – 0 | 2 – 3 | 2 – 0 |
| Bursaspor    | 2 – 3 |       | 2 – 0 | 0 – 1 |
| 1461 Trabzon | 0 – 2 | 0 – 0 |       | 1 – 1 |
| Sivasspor    | 0 – 0 | 2 – 1 | 1 – 1 |       |

### Gruppo B
| Pos. | Squadra         | Pt | G | V | N | P | GF | GS | DR  |
| ---- | --------------- | -- | - | - | - | - | -- | -- | --- |
| 1.   | Trabzonspor     | 15 | 6 | 5 | 0 | 1 | 11 | 3  | +8  |
| 2.   | Eskişehirspor   | 12 | 6 | 4 | 0 | 2 | 9  | 5  | +4  |
| 3.   | Antalyaspor     | 9  | 6 | 3 | 0 | 3 | 13 | 8  | +5  |
| 4.   | Mersin İ. Yurdu | 0  | 6 | 0 | 0 | 6 | 3  | 20 | -17 |

|                 | TRA   | ESK   | ANT   | MIY   |
| --------------- | ----- | ----- | ----- | ----- |
| Trabzonspor     |       | 2 – 0 | 1 – 0 | 3 – 0 |
| Eskişehirspor   | 1 – 0 |       | 2 – 1 | 3 – 1 |
| Antalyaspor     | 2 – 3 | 1 – 0 |       | 4 – 2 |
| Mersin İ. Yurdu | 0 – 2 | 0 – 3 | 0 – 5 |       |

## Semifinali
| Squadra 1                 | Totale            | Squadra 2   | Andata | Ritorno |
| ------------------------- | ----------------- | ----------- | ------ | ------- |
| 17 aprile / 8 maggio 2013 |                   |             |        |         |
| Sivasspor                 | 2 – 7             | Trabzonspor | 2 – 1  | 0 – 6   |
| Eskişehirspor             | 2 – 2 (1 – 4 dtr) | Fenerbahçe  | 1 – 1  | 1 – 1   |

## Finale
| Arbitro: | Aydınus |

|  |           |        |
|  | Marcatori | 9’ Sow |